# Flecha Valona 2016
La 80.ª edición de la clásica ciclista Flecha Valona se celebró en Bélgica el 20 de abril de 2016 sobre un recorrido de 196 kilómetros.
La carrera, además de ser la segunda clásica de las Ardenas, hizo parte del UCI WorldTour 2016, siendo la duodécima competición del calendario de máxima categoría mundial.
La carrera fue ganada por el corredor español Alejandro Valverde del equipo Movistar Team, en segundo lugar Julian Alaphilippe (Etixx-Quick Step) y en tercer lugar Daniel Martin (Etixx-Quick Step).

## Recorrido
El recorrido es similar a la edición anterior. Empieza en el municipio francófono de Marche-en-Famenne, en Bélgica, sigue un recorrido con 12 cotas y finaliza en el tradicional Muro de Huy.
| 1  | Côte de Bellaire           | 1000 | 6,3 % | 67    |
| 2  | Côte de Bohissau           | 1300 | 7,6 % | 74    |
| 3  | Côte de Solières           | 4300 | 4 %   | 87    |
| 4  | Muro de Huy (1ª paso)      | 1300 | 9,6 % | 101   |
| 5  | Côte d'Ereffe              | 2100 | 5 %   | 114   |
| 6  | Côte de Bellaire (2ª paso) | 1000 | 6,3 % | 133   |
| 7  | Côte de Bohissau           | 1300 | 7,6 % | 140   |
| 8  | Côte de Solières           | 4300 | 4 %   | 153   |
| 9  | Muro de Huy (2ª paso)      | 1300 | 9,6 % | 167   |
| 10 | Côte d'Ereffe              | 2100 | 5 %   | 180   |
| 11 | Côte de Cherave            | 1300 | 8,1 % | 190,5 |
| 12 | Muro de Huy (3ª paso)      | 1300 | 9,6 % | 196   |

## Equipos participantes
Tomaron parte en la carrera 25 equipos: los 18 UCI ProTeam (al tener asegurada y ser obligatoria su participación), más 7 equipos Profesionales Continentales invitados por la organización. Cada formación estuvo integrada por 8 ciclistas, formando así un pelotón de 200 corredores (el máximo permitido en carreras ciclistas).
| Equipo                       | Cód. UCI | Categoría               |
| ---------------------------- | -------- | ----------------------- |
| AG2R La Mondiale             | ALM      | UCI ProTeam             |
| Astana Pro Team              | AST      | UCI ProTeam             |
| BMC Racing Team              | BMC      | UCI ProTeam             |
| Cannondale                   | CPT      | UCI ProTeam             |
| Dimension Data               | DDD      | UCI ProTeam             |
| Etixx-Quick Step             | EQS      | UCI ProTeam             |
| FDJ                          | FDJ      | UCI ProTeam             |
| IAM Cycling                  | IAM      | UCI ProTeam             |
| Lampre-Merida                | LAM      | UCI ProTeam             |
| Lotto Soudal                 | LTS      | UCI ProTeam             |
| Movistar Team                | MOV      | UCI ProTeam             |
| Orica GreenEDGE              | OGE      | UCI ProTeam             |
| Team Giant-Alpecin           | TGA      | UCI ProTeam             |
| Team Katusha                 | KAT      | UCI ProTeam             |
| Team LottoNL-Jumbo           | TLJ      | UCI ProTeam             |
| Team Sky                     | SKY      | UCI ProTeam             |
| Tinkoff                      | TNK      | UCI ProTeam             |
| Trek-Segafredo               | TFS      | UCI ProTeam             |
| Cofidis, Solutions Crédits   | COF      | Profesional Continental |
| Delko Marseille Provence KTM | DMP      | Profesional Continental |
| Fortuneo-Vital Concept       | FVC      | Profesional Continental |
| Roompot Oranje Peloton       | ROP      | Profesional Continental |
| Stölting Service Group       | SSG      | Profesional Continental |
| Topsport Vlaanderen-Baloise  | TSV      | Profesional Continental |
| Wanty-Groupe Gobert          | WGG      | Profesional Continental |

## Clasificación final
- Las clasificaciones finalizaron de la siguiente forma:[5]

| Posición | Ciclista           | Equipo              | Tiempo        |
| -------- | ------------------ | ------------------- | ------------- |
| 1.º      | Alejandro Valverde | Movistar            | 4h 43 min 57s |
| 2.º      | Julian Alaphilippe | Etixx-Quick Step    | m.t.          |
| 3.º      | Daniel Martin      | Etixx-Quick Step    | m.t.          |
| 4.º      | Wout Poels         | Sky                 | a 4 s         |
| 5.º      | Enrico Gasparotto  | Wanty-Groupe Gobert | a 5 s         |
| 6.º      | Samuel Sánchez     | BMC Racing          | m.t           |
| 7.º      | Michael Albasini   | Orica GreenEDGE     | m.t           |
| 8.º      | Diego Ulissi       | Lampre-Merida       | m.t           |
| 9.º      | Warren Barguil     | Team Giant-Alpecin  | m.t           |
| 10.º     | Rui Alberto Costa  | Lampre-Merida       | m.t           |

| 11.º | Roman Kreuziger   | Tinkoff                    | m.t    |
| 12.º | Michael Woods     | Cannondale                 | m.t    |
| 13.º | Wilco Kelderman   | LottoNL-Jumbo              | m.t    |
| 14.º | Julien Simon      | Cofidis, Solutions Crédits | a 12 s |
| 15.º | Bert-Jan Lindeman | LottoNL-Jumbo              | a 14 s |
| 16.º | Arnold Jeannesson | Cofidis, Solutions Crédits | m.t    |
| 17.º | Rudy Molard       | Cofidis, Solutions Crédits | m.t    |
| 18.º | Jelle Vanendert   | Lotto Soudal               | a 17 s |
| 19.º | Pierre Latour     | Ag2r La Mondiale           | m.t    |
| 20.º | Diego Rosa        | Astana                     | m.t    |

## UCI World Tour
La Flecha Valona otorga puntos para el UCI WorldTour 2016, para corredores de equipos en las categorías UCI ProTeam, Profesional Continental y Equipos Continentales. La siguiente tabla corresponde al baremo de puntuación:
| Posición   | 1º | 2º | 3º | 4º | 5º | 6º | 7º | 8º | 9º | 10º |
| Puntuación | 80 | 60 | 50 | 40 | 30 | 22 | 14 | 10 | 6  | 2   |

| Posición | Ciclista           | Equipo              | Puntos |
| -------- | ------------------ | ------------------- | ------ |
| 1.º      | Alejandro Valverde | Movistar Team       | 80     |
| 2.º      | Julian Alaphilippe | Etixx-Quick Step    | 60     |
| 3.º      | Daniel Martin      | Etixx-Quick Step    | 50     |
| 4.º      | Wout Poels         | Team Sky            | 40     |
| 5.º      | Enrico Gasparotto  | Wanty-Groupe Gobert | 30     |
| 6.º      | Samuel Sánchez     | BMC Racing Team     | 22     |
| 7.º      | Michael Albasini   | Orica GreenEDGE     | 14     |
| 8.º      | Diego Ulissi       | Lampre-Merida       | 10     |
| 9.º      | Warren Barguil     | Team Giant-Alpecin  | 6      |
| 10.º     | Rui Alberto Costa  | Lampre-Merida       | 2      |

Además, también otorgó puntos para el UCI World Ranking (clasificación global de todas las carreras internacionales).
| Posición   | 1º  | 2º  | 3º  | 4º  | 5º  | 6º  | 7º  | 8º  | 9º | 10º |
| Puntuación | 400 | 320 | 260 | 220 | 180 | 140 | 120 | 100 | 80 | 68  |

| Posición | Ciclista           | Equipo              | Puntos |
| -------- | ------------------ | ------------------- | ------ |
| 1.º      | Alejandro Valverde | Movistar Team       | 400    |
| 2.º      | Julian Alaphilippe | Etixx-Quick Step    | 320    |
| 3.º      | Daniel Martin      | Etixx-Quick Step    | 260    |
| 4.º      | Wout Poels         | Team Sky            | 220    |
| 5.º      | Enrico Gasparotto  | Wanty-Groupe Gobert | 180    |
| 6.º      | Samuel Sánchez     | BMC Racing Team     | 140    |
| 7.º      | Michael Albasini   | Orica GreenEDGE     | 120    |
| 8.º      | Diego Ulissi       | Lampre-Merida       | 100    |
| 9.º      | Warren Barguil     | Team Giant-Alpecin  | 80     |
| 10.º     | Rui Alberto Costa  | Lampre-Merida       | 68     |